# Dom-muzeum Lenina w Ufie
Dom-muzeum Włodzimierza Lenina w Ufie – miejskie muzeum działające w Ufie, w domu przy ul. Dostojewskiego 78.

## Historia i opis
Muzeum został otwarte 21 stycznia 1941 r. Zajmuje dom wzniesiony w latach 1860–1869 dla małżonków Piotra i Praskowji Czogłokowów w którym w 1900-1901 r. mieszkała Nadieżda Krupska, odbywając karę zesłania. W 1900 r. przez trzy tygodnie w tym samym budynku przebywał jej mąż Włodzimierz Lenin. Do 1912 r. dom nadal był własnością Praskowji Czogłokowej, następnie został sprzedany miejscowemu szlachcicowi Władimirowi Jazykowowi. Po rewolucji październikowej został znacjonalizowany i przekształcony w mieszkania komunalne. W 1922 r. budynek opisano w dokumentach jako „wymagający kapitalnego remontu”. Decyzję o przekształceniu domu Czogłokowów w muzeum Lenina podjęło biuro baszkirskiego komitetu obwodowego WKP (b) w 1938 r. Prace remontowe i adaptacyjne trwały od 1939 do 1941 r. W tym czasie zrekonstruowano drugie piętro budynku, które kilkadziesiąt lat wcześniej zajmowali Krupska i Lenin, a które zostało następnie rozebrane. W styczniu 1941 r. placówka muzealna rozpoczęła działalność, pod kierownictwem dyrektor Chajat Achmetowej. Była jedynym muzeum w Ufie, które podczas II wojny światowej nie zostało zamknięte.
W kwietniu 1945 r. na fasadzie domu-muzeum zamontowano tablicę pamiątkową z wyobrażeniem Lenina.
W 1982 r. w sąsiedztwie domu-muzeum stworzono plenerową ekspozycję historyczno-etnograficzną. Częściowo odtworzono dawny, przedrewolucyjny wygląd miasta, architekturę z przełomu XIX i XX w., natomiast w zrekonstruowanych domach otwarto filię Centralnego Muzeum Lenina, która funkcjonowała do 1991 r. W 1994 r. miejsce zajmowane dotąd przez wystawy poświęcone Leninowi zajęło Muzeum Etnografii Ludów Baszkortostanu. Dom-muzeum Lenina natomiast nie został zamknięty i funkcjonował najpierw jako część muzeum etnografii, następnie w latach 2001–2006 jako filia Muzeum Narodowego Republiki Baszkortostan, wreszcie od 2006 r. jako muzeum zarządzane przez miasto.
Ekspozycja muzeum składa się z trzech sal wystawowych. Jej częścią są zrekonstruowane pomieszczenia zajmowane w 1900-1901 r. przez Nadieżdę Krupską, na podstawie jej własnych wspomnień; na wystawie prezentowane są przedmioty osobiste należące do rewolucjonistki. Kolejna wystawa przedstawia okoliczności pobytu Lenina i Krupskiej w Ufie, ich kontakty z miejscowymi socjaldemokratami i zaangażowanie w tworzenie gazety „Iskra”.
W ZSRR na terenie muzeum odbywały się oficjalne uroczystości, m.in. przyjęcia w szeregi pionierów. Od 1941 r. muzeum odwiedziło ponad 100 mln osób. Zbiory muzeum liczą ponad 7 tys. eksponatów.
Dom-muzeum posiada status zabytku o znaczeniu federalnym.